# 夢の島セレナーデ
『夢の島セレナーデ』（ゆめのしまセレナーデ）は、20th Centuryの配信限定シングル。

## 解説
2022年5月23日に配信開始。
ファンクラブ会員限定で、オリジナル缶ペンケースとセットで、楽曲をダウンロード出来る「ミュージックカード」（メンバーの直筆メッセージ付き歌詞カード）が販売された。また、井ノ原が主演のテレビドラマ『特捜9』にて、抽選でこのミュージックカードのプレゼント企画が開催された。
所属レーベルMENT RECORDINGのキャンペーン企画で、iTunes Store（音声：S.I.N NEXT GENERATION 番外編）、レコチョク（動画："ぼくたちは歌ってる"）、mora（動画："ぼくたちは笑ってる"）にてダウンロード購入した購入者が、5月23日～29日にキャンペーンサイトより応募すると、スペシャル動画・音声コンテンツを期間限定試聴・視聴出来る特典がもらえた。
シングル作品としては、前作『オレじゃなきゃ、キミじゃなきゃ』から約14年振りのリリースとなる。
井ノ原快彦と交流のあるサニーデイ・サービスの曽我部恵一が作詞・作曲を手掛けている。

## 収録曲
1. 夢の島セレナーデ
作詞/作曲/編曲：曽我部恵一
  - 井ノ原快彦主演 テレビ朝日系ドラマ『特捜9 season 5』主題歌